# Distrikt Cajabamba
Der Distrikt Cajabamba liegt in der Provinz Cajabamba in der Region Cajamarca in Nordwest-Peru. Der Distrikt hat eine Fläche von 190 km². Beim Zensus 2017 wurden 32.651 Einwohner gezählt. Im Jahr 1993 lag die Einwohnerzahl bei 25.704, im Jahr 2007 bei 28.079. Sitz der Distrikt- und Provinzverwaltung ist die auf einer Höhe von 2654 m gelegene Stadt Cajabamba mit 18.603 Einwohnern (Stand 2017). Cajabamba liegt knapp 75 km südöstlich der Regionshauptstadt Cajamarca.

## Geographische Lage
Der Distrikt Cajabamba liegt im Andenhochland östlich der peruanischen Westkordillere im zentralen Süden der Provinz Cajabamba. Der Río Condebamba verläuft entlang der westlichen Distriktgrenze nach Norden.
Der Distrikt Cajabamba grenzt im Nordwesten an den Distrikt Cachachi, im Norden an den Distrikt Condebamba, im Nordosten an den Distrikt Sitacocha, im Süden an den Distrikt Marcabal (Provinz Sánchez Carrión) sowie im Südwesten an den Distrikt Sanagorán (ebenfalls in der Provinz Sánchez Carrión).